# Glyphidocythere
Glyphidocythere is een geslacht van kreeftachtigen uit de klasse van de Ostracoda (mosselkreeftjes).

## Soort
- Glyphidocythere funafutiensis (Chapman, 1910) Ayress, Correge & Whatley, 1993